# Laura de México
Laura de México est un talk show mexicain diffusé en 2011 par la chaîne Canal de las Estrellas.

## Diffusion internationale
| Pays/Région            | Chaîne                                 | Titre           |
| ---------------------- | -------------------------------------- | --------------- |
| Mexique                | Canal de las Estrellas                 | Laura de México |
| Amérique latine        | Canal de las Estrellas Amérique latine | Laura           |
| Paraguay               | Latele                                 | Laura           |
| République dominicaine | Telemicro                              | Laura           |
| Uruguay                | Monte Carlo TV                         | Laura           |
| États-Unis             | TeleFutura (2011-2013)                 | Laura           |
| États-Unis             | UniMás (2013-présent)                  | Laura           |
| Pérou                  | América Televisión                     | Laura           |
| Chili                  | Mega (2012)                            | Laura           |
| Équateur               | Gama TV                                | Laura           |
| Colombie               | RCN Televisión                         | Laura           |
| Bolivie                | Red UNO                                | Laura           |
| El Salvador            | TCS Canal 4                            | Laura           |
| Guatemala              | Televisiete                            | Laura           |
| Honduras               | Televicentro de Honduras               | Laura           |